# Oskar von Löwis of Menar

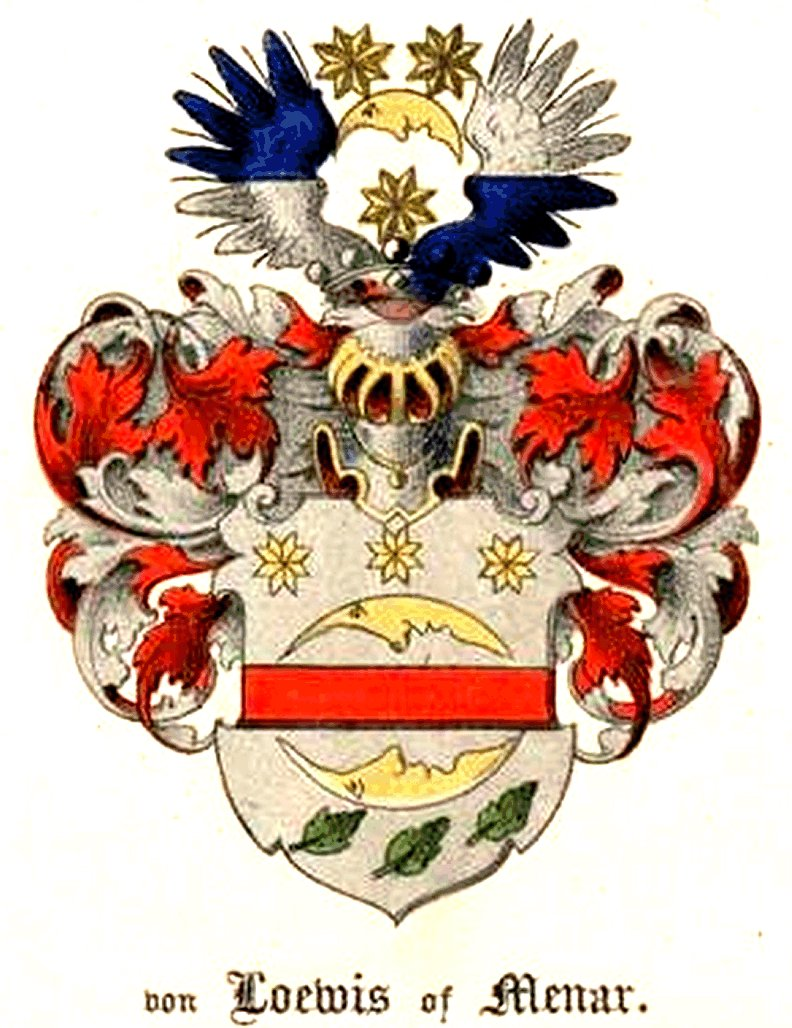
Familienwappen derer von Löwis of Menar

Oskar Peter Frommhold von Löwis of Menar (* 6. Januar 1830 in St. Petersburg; † 6. Januar 1885 ebenda) war ein russischer Generalmajor der Kaiserlichen Russischen Armee. Er wurde zum Helden der Feldschlachten in Turkestan und des Osmanischen Reichs ausgezeichnet.

## Leben
Oskar von Löwis of Menar stammte aus dem schottisch-baltischen Adelsgeschlecht der Löwis of Menar, er war der älteste Sohn von Alexander Otto Eduard von Löwis of Menar (1801–1866) und der Charlotte von Derfelden (1802–1842) und hatte fünf  Brüder und zwei  Schwestern. Oskar war nicht verheiratet und hatte keine Nachkommen,  er starb am 6. Januar 1885 in Sankt Petersburg und erhielt seine letzte Ruhestätte auf dem orthodoxen Friedhof Volkov.

## Militärische Laufbahn
Im Alter von 20 Jahren begann er 1850 seine militärische Laufbahn als Unteroffizier in einer Kavallerieeinheit der kaiserlich-russischen Armee. Seinen ersten Kriegseinsatz erlebte er 1854 bei den Terekkosaken im Kaukasus und wurde 1855 mit dem Russischen Orden der Heiligen Anna (3. Klasse) ausgezeichnet. Weiterhin wurde er 1860 mit dem Russischen Orden Sankt Stanislaus (2. Klasse mit Schwertern) und im Jahre 1863 mit dem St. Annenorden (2. Klasse mit Schwertern) dekoriert. Es folgte 1866 die Beförderung zum Major und 1872 zum Oberstleutnant. 1873 übernahm er als Kommandant eine Abteilung im Reiterregiment und nahm am Feldzug in  Wladikawkas und in Khanat Chiwa teil, hiernach wurde er mit dem  Ehrenschwert „Für Tapferkeit“ und dem Russischen Orden des Heiligen Wladimir (3. Klasse mit Schwertern) geehrt. 1876 wurde er zum Oberst befördert und übernahm als Regimentskommandeur ein Kavallerieregiment. Von 1877 bis 1878 kämpfte er im Russisch-Osmanischen Krieg (1877–1878) auf dem Balkan, in Plewen und Lowetsch, in Folge seiner Erfolge wurde er mit dem Russischen Orden des Heiligen Georg (4. Klasse) ausgezeichnet. 1879 wurde er zum Generalmajor befördert und als Brigadekommandeur der Terekkosaken eingesetzt. 1882 wurde er mit dem St. Stanislaus Orden 1. Grades ausgezeichnet und blieb bis zu seinem Tod in Sankt Petersburg.

## Orden und Ehrenzeichen

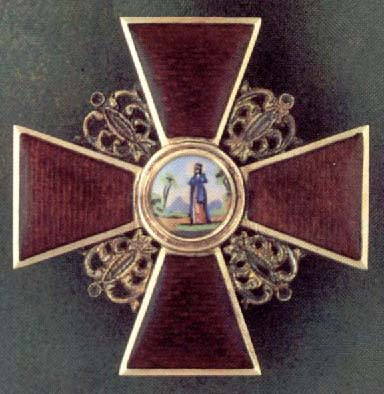
1855: Russischer Orden der Heiligen Anna 3. Klasse
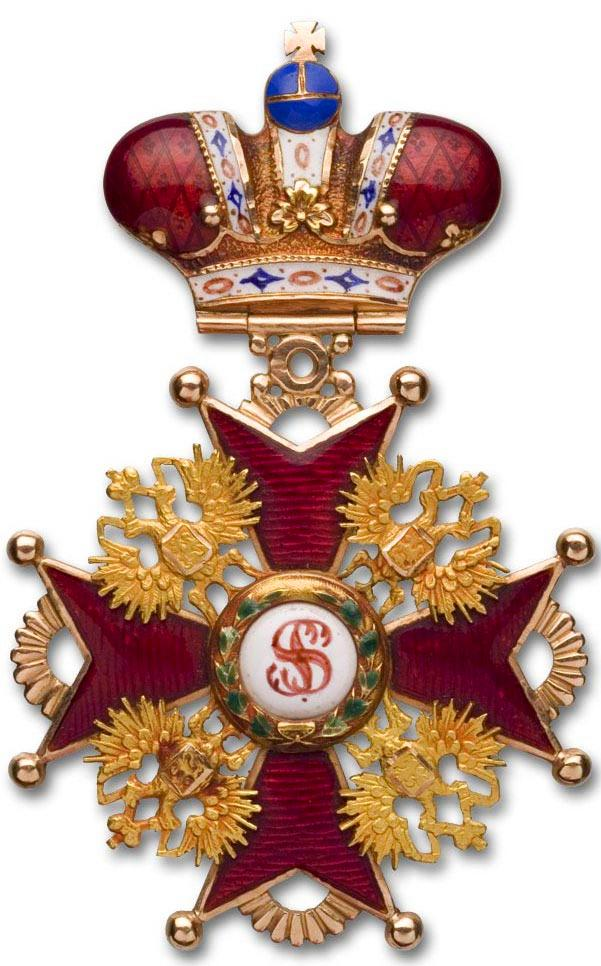
1860: Sankt-Stanislaus-Orden 2. Klasse
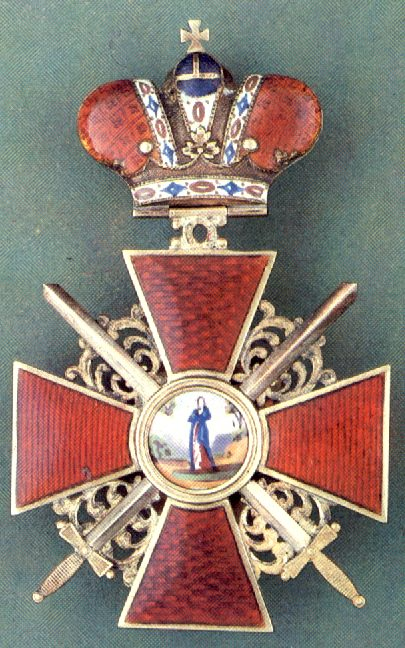
1863: Russischer Orden der Heiligen Anna 2. Klasse
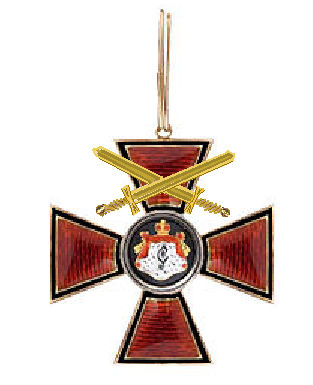
1873: Wladimir-Orden mit Schwertern
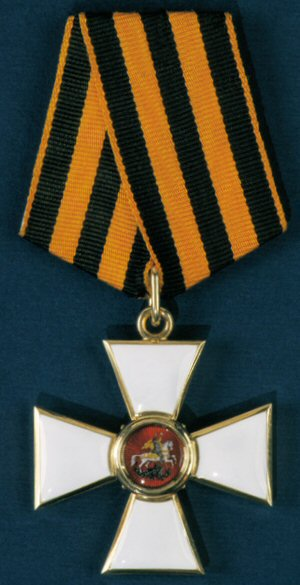
1878: Russischer Orden des Heiligen Georg
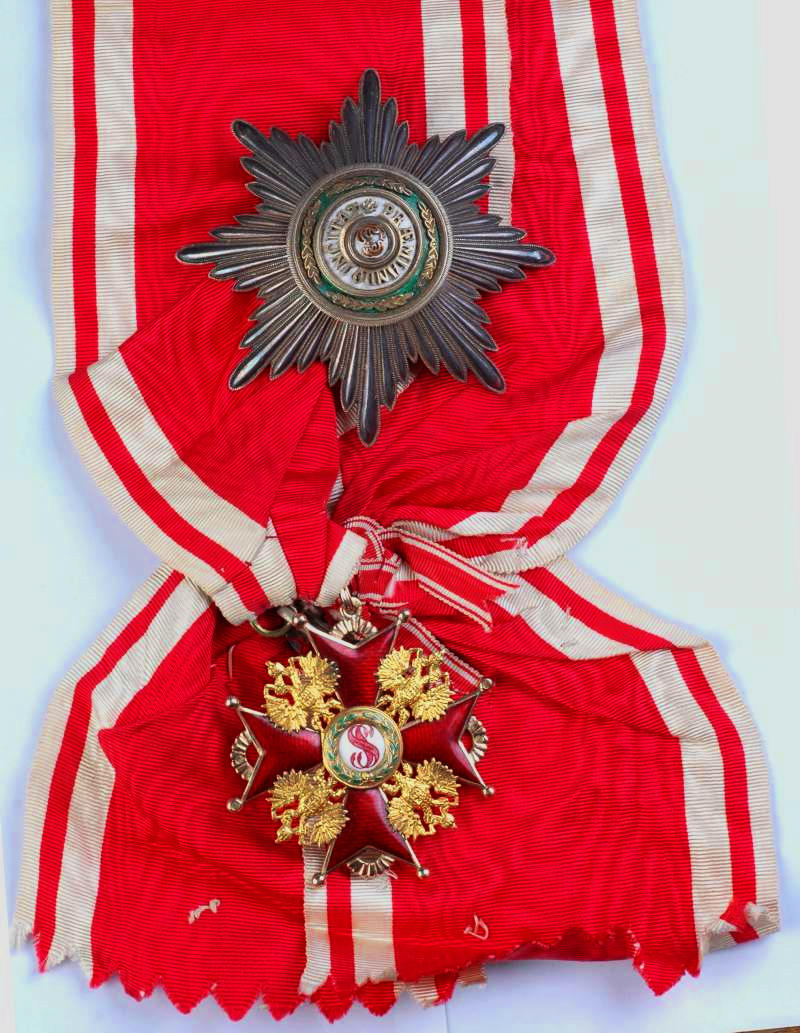
1882: St. Stanislaus-Orden 1. Klasse